# Piazza Giulio Cesare (Palermo)

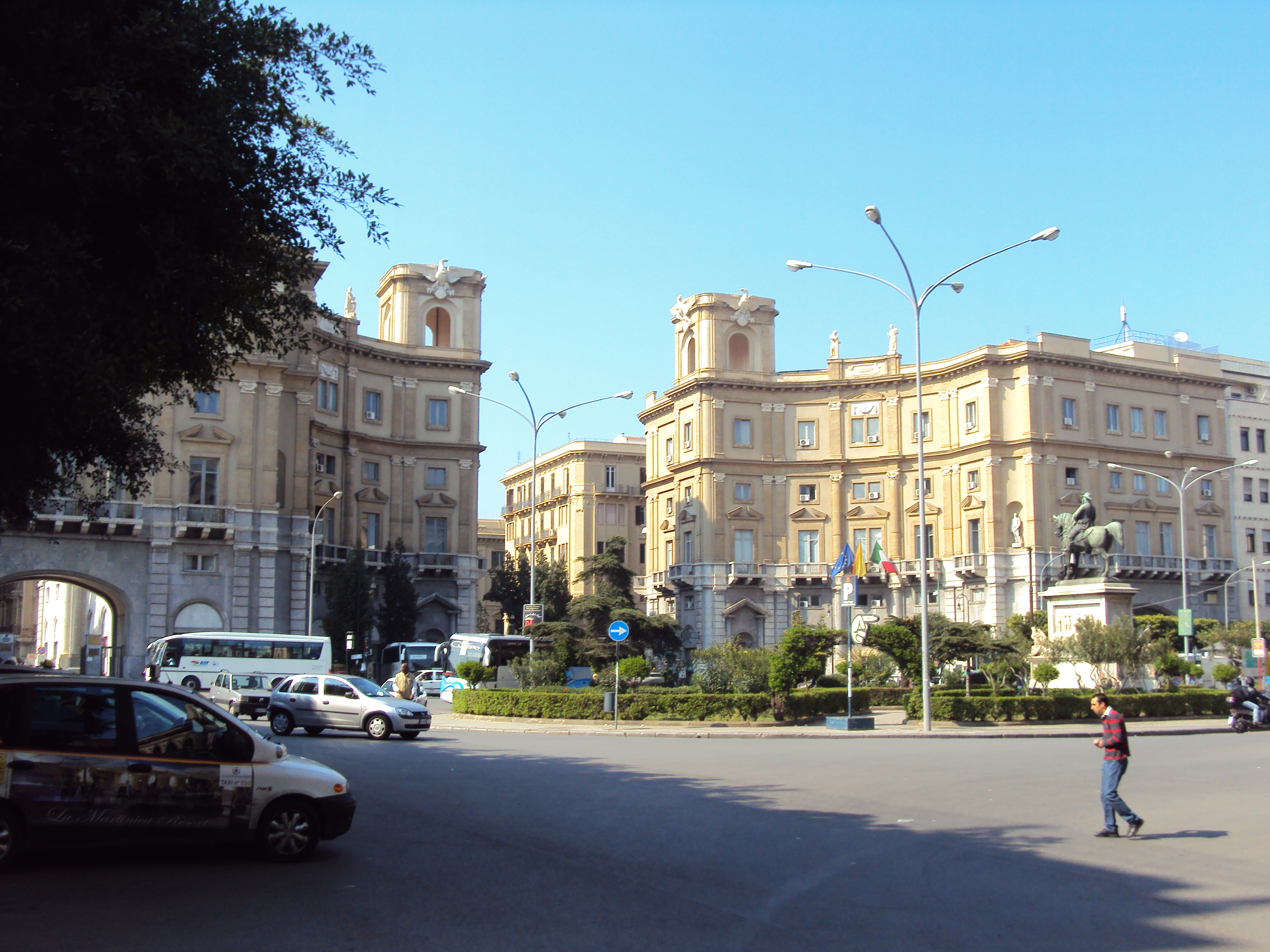
Piazza Giulio Cesare

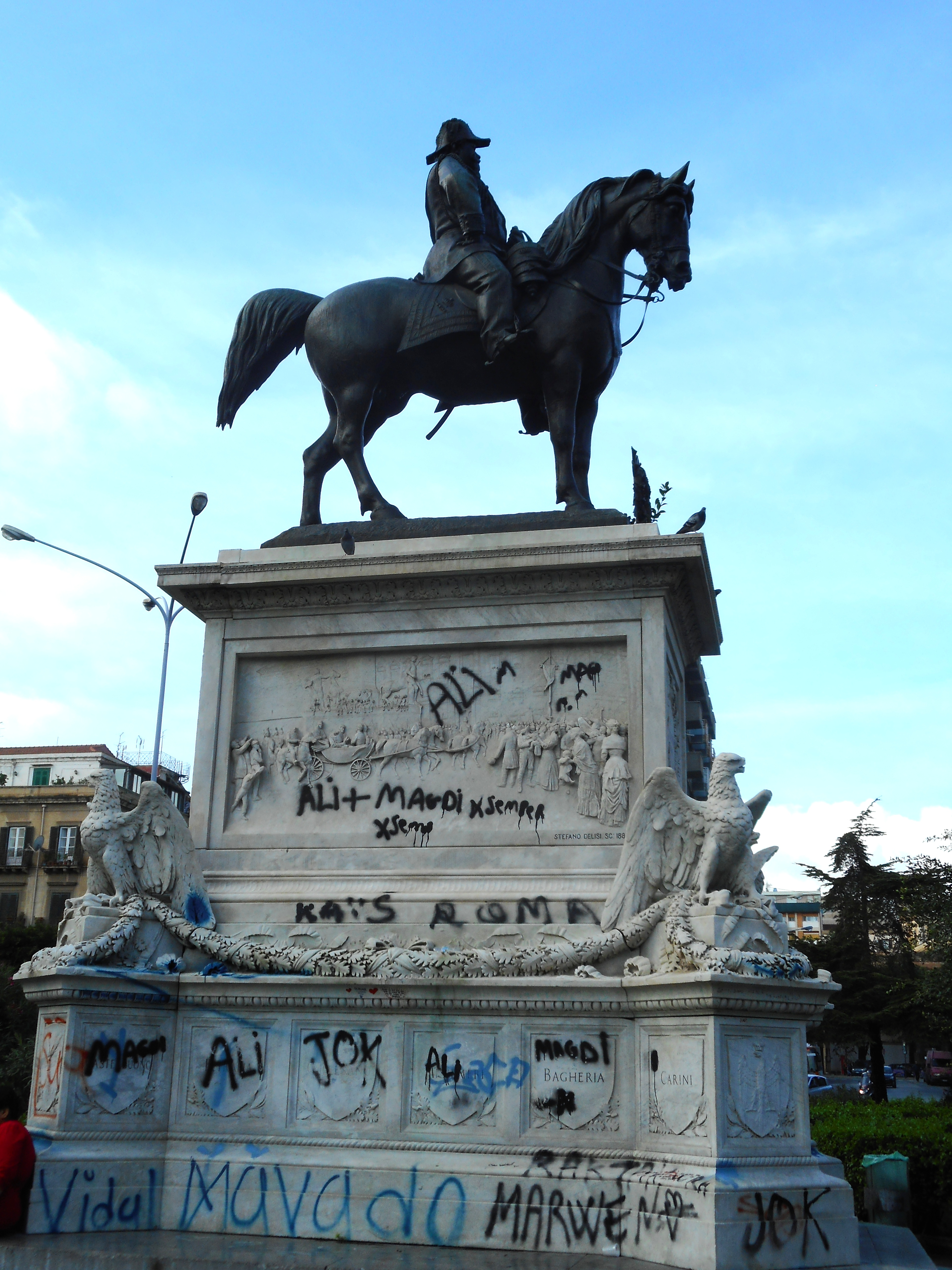
Monumento equestre di Vittorio Emanuele II

Piazza Giulio Cesare è una piazza di Palermo situata appena fuori dal centro storico.
La piazza venne edificata nel 1886 insieme alla nuova Stazione di Palermo Centrale che vi si affaccia, la piazza è anche l'inizio della Via Roma. Al centro di essa è presente una statua equestre raffigurante Vittorio Emanuele II dello scultore Benedetto Civiletti, coeva alla piazza, la statua si trova al centro di una piccola area verde. Sul fronte di via Roma è presente l'ingresso monumentale edificato tra il 1924 ed il 1936.